# Sara Rue
Sara Rue, vlastním jménem Sara Schlackman (* 26. ledna 1979 New York), je americká herečka. Pochází z herecké rodiny, jako devítiletá debutovala ve filmu Rocket Gibraltar. Moderovala televizní reality show Shedding for the Wedding, hrála v seriálech Roseanne, Dva a půl chlapa, Teorie velkého třesku, Máma a Sběratelé kostí. Produkovala krátkometrážní film Barbara Jean, který režíroval její první manžel Mischa Livingstone.

## Filmografie
- 1988 Rocket Gibraltar
- 1992 Náš milý nebožtík
- 1998 Poslední mejdan
- 1999 Mapa mého světa
- 2001 Gypsy 83
- 2001 Pearl Harbor
- 2002 Kruh
- 2005 Barbara Jean
- 2006 Absurdistán
- 2008 Pokojský
- 2009 Láska si nevybírá
- 2011 Dorfmanová
- 2011 Můj budoucí přítel (někdy nazýván též „Cesta do minulosti“)
- 2013 Miss Dial
- 2015 Temné úmysly